# Nigerian Postal Service
Nigerian Postal Service, сокращённо Nipost, — компания, основанная в 1987 году и отвечающая за почтовую связь в Нигерии, официальный государственный почтовый оператор.

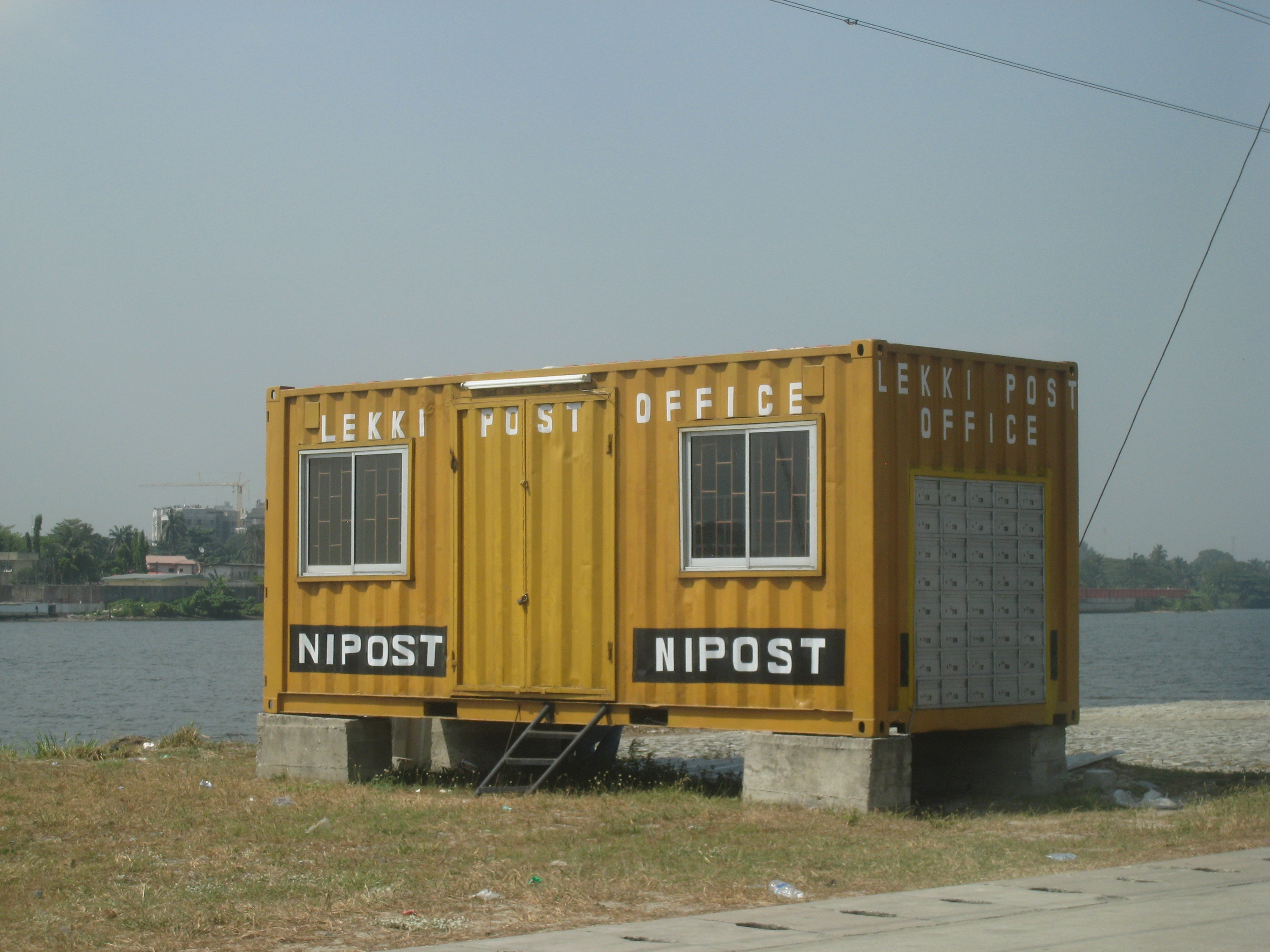
Почтовое отделение в Лагосе

## Описание
В компании работает 20 000 сотрудников, всего в стране более 5000 почтовых отделений.
Nipost оказывает универсальные почтовые услуги, осуществляет перевод денежных средств, почтовые переводы, оформление массовых почтовых отправлений, сберегательные операции, инвестиционную деятельность.
Нигерия является членом Западноафриканской почтовой конференции.